# اناجپور
اناجپور (به انگلیسی: Anajpur) یک منطقهٔ مسکونی در هند است که در آندرا پرادش واقع شده‌است.